# Assedio di Trieste
L'assedio di Trieste si svolse tra il 12 e il 28 ottobre 1813 nell'ambito dei più vasti eventi della campagna d'Italia della guerra della sesta coalizione: la guarnigione franco-italiana della città di Trieste fu attaccata da una forza congiunta di truppe austro-britanniche al comando del feldmaresciallo Laval Nugent von Westmeath e dell'ammiraglio Thomas Fremantle, capitolando dopo un breve assedio.

## Antefatti
Il 12 agosto 1813, dopo una serie di manovre diplomatiche, l'Impero austriaco dichiarò guerra alla Francia di Napoleone Bonaparte aderendo alla Sesta coalizione con le altre principali potenze europee; il 15 agosto un'armata austriaca invase le Province Illiriche, un possedimento francese fin dal 1809: le città di Karlovac e Villaco furono occupate nel giro di pochi giorni, spingendo il governatore delle Province Illiriche Joseph Fouché a trasferire il 27 agosto la sua amministrazione dal capoluogo Laybach alla più sicura Trieste.
A contrastare le truppe austriache era l'armata franco-italiana di Eugenio di Beauharnais, viceré del Regno d'Italia, il quale tuttavia disponeva di forze molto deboli a causa delle forti perdite patite dalle unità italiane nella fallimentare campagna di Russia dell'anno prima: nonostante la vittoria riportata nella battaglia di Feistritz il 6 settembre, le forze di Eugenio non riuscirono a impedire ulteriori avanzate austriache nella regione mentre l'andamento della guerra sul fronte principale nella Germania orientale volgeva progressivamente contro le forze di Napoleone. L'8 settembre l'amministrazione delle Province Illiriche abbandonò Trieste per Gorizia, mentre il 5 ottobre Eugenio ordinò una ritirata generale delle forze franco-italiane dietro la linea del fiume Isonzo.

## L'assedio
Il 12 ottobre 1813 l'armata austriaca del feldmaresciallo Laval Nugent von Westmeath giunse in vista di Trieste, bloccata dal lato del mare dallo squadrone navale britannico dell'ammiraglio Thomas Fremantle; le forze anglo-austriache annoveravano circa 3 500 uomini, mentre la guarnigione franco-italiana di Trieste, al comando di un certo colonnello Rabie, ammontava a non più di 800 uomini.
Le difese della città di Trieste erano rappresentate principalmente dal Castello di San Giusto, una vecchia fortezza del XV secolo ormai non più bellicamente efficiente. Dopo diversi assalti sferrati alle posizioni francesi ma conclusi con un fallimento, il 22 ottobre gli austro-britannici realizzarono un'importante opera d'assedio avanzata, detta "vecchia polveriera": una batteria d'artiglieria fu installata e tirando da distanza ravvicinata fu in grado di causare gravissimi danni al forte, che tuttavia resistette ancora per un paio di giorni prima di andare completamente in rovina. I combattimenti cessarono quindi il 28 ottobre (il 31 ottobre secondo altre fonti) con la capitolazione della guarnigione franco-italiana.
Le forze assedianti austro-britanniche subirono la perdita di 63 uomini tra morti e feriti; la guarnigione franco-italiana lamentò circa 150 morti mentre 641 uomini furono presi prigionieri: secondo alcune fonti i franco-italiani capitolarono dietro la promessa di essere portati alle più vicine posizioni francesi e qui liberati, mentre secondo altre fonti la guarnigione si arrese senza condizioni e gli uomini furono trattenuti come prigionieri di guerra fino alla fine delle ostilità. La capitolazione di Trieste portò alla definitiva occupazione delle Province Illiriche da parte dell'Austria; le forze del feldmaresciallo Nugent furono poi imbarcate su navi britanniche e fatte sbarcare tra il 14 e il 15 novembre alla foce del Po per partecipare all'invasione dell'Italia settentrionale.